# بوهوميل ستاسا
بوهوميل ستاسا (بالتشيكية: Bohumil Staša)‏ هو متسابق دراجات نارية تشيكي. نافس في سباقات بطولة العالم لفئة 500 سي سي ولفئة 350 سي سي ولفئة 50 سي سي.